# Matanza de Tlatlaya
La matanza de Tlatlaya fue una masacre en la que 22 civiles fueron asesinados en San Pedro Limón, municipio de Tlatlaya, Estado de México el 30 de junio de 2014, a manos del ejército mexicano.

## Relación de hechos
En la madrugada del 30 de junio de 2014, ocho militares del 102° Batallón de Infantería efectuaban un reconocimiento de ruta a bordo de un vehículo oficial sobre la Carretera Federal Número 2. Este batallón se estableció en 2010 en terrenos donados por el entonces gobernador Enrique Peña Nieto, y en 2014 el comandante supremo de las Fuerzas Armadas lo incorporó al Operativo “Seguridad Mexiquense” para combatir el narcotráfico.
Durante las actividades de reconocimiento pasaron frente a una bodega en obra negra que no tenía puertas, en la comunidad de San Pedro Limón, del municipio de Tlatlaya.
Según diferentes testigos, el enfrentamiento comenzó alrededor de las 4:20 horas de la madrugada. De acuerdo con algunas versiones, los civiles que estaban en esta bodega estaban armados, bebían y se drogaban. Al ser confrontados, empezó una balacera que duró entre 5 y 10 minutos. El Ejército entonces "solicitó su rendición, asegurando que se les perdonaría la vida"; los jóvenes se rindieron "rápidamente" según el testimonio de las tres mujeres sobrevivientes y arrojaron sus armas al piso, "presuntamente el líder del grupo habría huído de la bodega. En ese momento el saldo era de 7 muertos y un soldado herido."
De acuerdo con algunas versiones, el batallón esperó entre 15 y 20 minutos a que los civiles salieran. Entre las 4:50 y 5:00 de la mañana, un número no definido de militares entraron a la bodega --en la recomendación de la Comisión Nacional delos Derechos Humanos nunca se especifica cuántos-- "[a]hí encontraron a las tres mujeres y a otras dos personas amarradas, presuntamente en calidad de secuestrados".
De acuerdo con algunas versiones los soldados alinearon a los rendidos contra la pared y desde ahí los obligaron a que se hincaran y a decir su apodo, edad y ocupación, tras lo cual los ejecutaron. "Las tres mujeres y los dos presuntos secuestrados fueron llevados a uno de los cuartos frontales de la bodega. Fue en ese momento cuando pudieron ver los cuerpos en el suelo." Entre ellos estaba Clara Gómez, quien acudió al lugar de sus hechos porque ahí estaba su hija, Érika, de 15 años de edad a quien se acusó ser parte del crimen organizado. Según el testimonio de Clara le indicó a un militar quién era su hija y le comunicó que estaba herida; también señaló que había "otro muchacho que tenía otro balazo en su mano, también estaba herido", este "muchacho" --también menor de edad-- y su hija cayeron boca abajo y no tenían armas, contrario a lo que fue reportado por el gobierno.
Alrededor de las 6:00 a. m. había 20 muertos "y 13 habían sido ejecutados, a uno le habían desnucado y otros cuatro habían sido brutalmente golpeados en todo el cuerpo".